# 热 (滨海夏朗德省)
热村（法語：Geay，法語發音：[ʒɛ]）是法国滨海夏朗德省的一个市镇，位于该省中部，属于桑特区。

## 地理
热村（45°52'18"N, 0°45'56"W）面积15.9 平方千米，位于法国新阿基坦大区滨海夏朗德省，该省份为法国西部滨海省份，北起旺代省，西临大西洋，南至吉倫特省，东南接多爾多涅省，东北接德塞夫勒省接壤，东临夏朗德省。
与热村接壤的市镇（或旧市镇、城区）包括：博尔、克拉扎讷、勒曼、普拉赛、罗姆古、圣波谢尔、圣萨维尼安。
热村的时区为UTC+01:00、UTC+02:00（夏令时）。

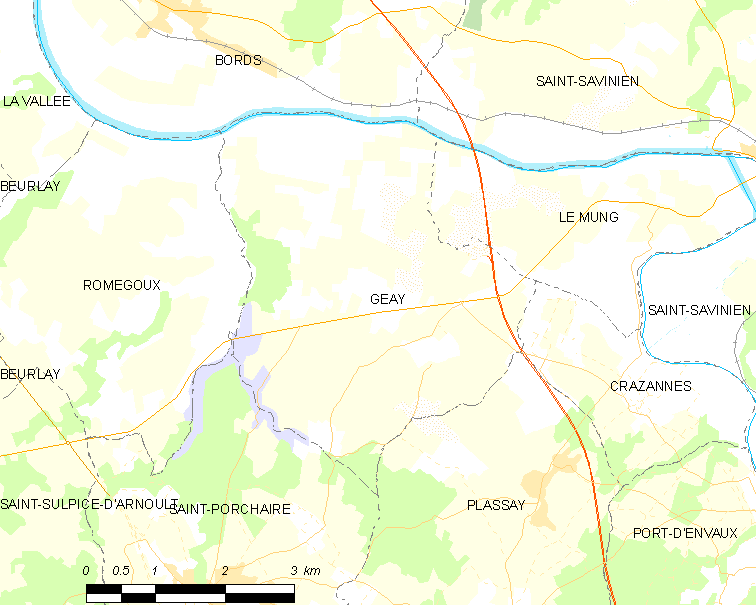
热村的OSM定位图

## 行政
热村的邮政编码为17250，INSEE市镇编码为17171。

## 政治
热村所属的省级选区为圣波谢尔县。

## 人口

1962-2008年间热村人口变化图示

热村于2022年1月1日时的人口数量为783人。